# 徳島県道138号香美吉野線
徳島県道138号香美吉野線（とくしまけんどう138ごう かみよしのせん）は、徳島県阿波市を通る一般県道である。

## 概要
全体的に1車線の道路であり、吉野川の堤防を通る。また、吉野川が氾濫すると、通行止めになることがある。

### 路線データ
- 起点：阿波市市場町香美渡（徳島県道125号市場学停車場線交点）
- 終点：阿波市吉野町柿原西二条（国道318号交点）
- 総延長：6,417 m[1]
- 実延長：6,258 m[1]
- 重用区間：159 m[1]

## 歴史
- 1995年（平成7年）4月1日 - 認定。
- 2000年（平成12年）4月11日 - 区域が指定され、正式に供用開始。

## 地理

### 通過する自治体
- 徳島県
  - 阿波市

### 交差する道路
| 交差する道路                    | 交差する場所     | 交差する場所 |
| ------------------------------- | ---------------- | ------------ |
| 徳島県道125号市場学停車場線     | 市場町香美渡     | 起点         |
| 香川県道・徳島県道2号津田川島線 | 市場町香美住吉本 |              |
| 徳島県道237号切幡川島線         | 市場町大野島東島 |              |
| 国道318号                       | 吉野町柿原西二条 | 終点         |

### 沿線
- 吉野川